# Ernest y Célestine
Ernest y Célestine (en francés: Ernest et Célestine, mismo significado) es una película de 2012 de animación franco-belga dirigida por Stéphane Aubier, Vincent Patar y Benjamin Renner estrenada el 12 de diciembre de 2012 en su país de origen, Francia. La película está basada en una serie de libros infantiles del mismo nombre publicados por la autora e ilustradora belga Gabrielle Vincent.
La película entró en competición en la 65 edición del Festival de Cannes en la sección Quincena de los directores donde compitió por la Cámara de Oro; si bien no obtuvo el galardón sí recibió una mención especial en esta categoría.  También formó parte del programa de TIFF Kids en la 37 edición el Festival Internacional de Cine de Toronto como en la selección oficial del Festival Internacional de Cine de Hong Kong del año 2013.  Fue seleccionada para competir en la edición de largometraje magnífico del Festival Internacional de cine de animación Animafest Zagreb 2013, donde se proyectó como película de apertura. La película se estrenó en Estados Unidos el 6 de diciembre de 2013 por la distribuidora estadounidense de cine de animación independiente GKIDS.
La película ganó el Premio César a Mejor Película de Animación en la trigésima octava edición de estos premios. A la par, la película ha obtenido varias nominaciones a diversos premios como los Premios Annie y a los Oscars en la categoría de Mejor Película de Animación. Está respaldada por el Centro de Cine y Audiovisual de la Federación Valonia-Bruselas.

## Sinopsis
En un mundo habitado por ratones y osos, los primeros han extendido sus ciudades bajo tierra, mientras que los segundos viven en la superficie. En un estricto orfanato, una ratoncita llamada Célestine sueña con ser una gran artista. Desgraciadamente, su futuro ha sido decidido, y deberá estudiar en la escuela dental. En la sociedad de los roedores, los incisivos son un bien muy preciado que arrebatan a sus vecinos peludos de la superficie. La relación entre ambas especies es complicada, y no son pocas las historias de osos malvados que corren por el mundo subterráneo de los ratones. Pero Célestine considera estos cuentos exageraciones que nada tienen que ver con la realidad.
Una noche, en una expedición para recolectar los dientes de leche de los oseznos, Célestine es descubierta por los padres de la criatura. Perseguida, sin encontrar una salida, se lanza por la ventana del cuarto y termina en un cubo de basura, atrapada. A la mañana siguiente, Ernest, un oso vagabundo a quien la policía le ha requisado sus instrumentos de música, la encuentra dormida en el cubo. Tiene hambre, pero la ratoncita lo convence para que se atiborre con los dulces de la tienda que tienen enfrente. A Ernest las palabras de la hábil Célestine le hacen la boca agua, y acepta su oferta: ella le ayudará a entrar en el local de caramelos, y él la ayudará a acceder a una tienda de molares y premolares, que bajará al mundo subterráneo.
Lo que parecía un buen trato, acaba saliendo mal al ser descubiertos. Sin lugar en las alcantarillas, ni en la superficie, perseguidos en ambos mundos, terminan ocultos en el refugio en mitad de la montaña de Ernest. Los roces que al principio dificultan la convivencia, acaban solucionándose, dando así comienzo a una bonita amistad entre dos especies que, según la creencia popular, deberían ser irreconciliables.

## Personajes
Ernest: Es un oso gruñón, de buen corazón, que vive al margen del mundo superior. Siempre soñó con ser un músico, pero sus padres quisieron que él fuera juez, por lo que terminó en la calle intentando ganarse el pan de cada día cantando o haciendo de payaso en la calle, o por último robar tiendas. Él termina conociendo a Célestine, quien luego se gana su cariño y se convierte en su mejor amiga. La voz es interpretada por Lambert Wilson.
Célestine: es un ratoncita huérfana, pobre y traviesa. Fue expulsada de su casa porque prefirió ser artista que dedicarse a ser una gran dentista (como todos los ratones). En un encuentro accidental conoce a Ernest. En el mundo inferior, está prohibido recibir por ningún motivo a un oso. Sin embargo, nada impide que Celestine se convierta en la compañera y cómplice de Ernest.  Se caracteriza por su gusto por el dibujo, la pintura y su fuerte carácter, pero también sus rasgos finos se inspiraron en su propia creadora, Gabrielle Vincent.
La voz de Célestine es interpretada por Pauline Brunner.
Georges: Es un oso confitero que trabaja en su tienda vendiéndoles dulces a los niños al lado de una escuela el cual tiene una esposa llamada Lucienne, y su único hijo , León. Sufre el robo de su mercancía por parte de Ernest y denuncia el hecho a la policía, los que ordenan la persecución y captura de Ernest y también de Célestine.
La grise: (En español La Gris) Es una rata anciana que es la encargada de cuidar a todos los niños del orfanato. Es apática, malhumorada y seria. Cada noche, La Grise cuenta historias tenebrosas a la hora de dormir a los niños del orfanato: historias del mundo de arriba, en especial la del gran oso malvado.
El jefe de la clínica: Es un viejo roedor dentista quien enseña a los pequeños a ser dentistas.

## Premios y nominaciones
A continuación los premios y nominaciones que recibió la película:
| Año  | Premio                                              | Categoría                                           | Receptor                                                                          | Resultado |
| ---- | --------------------------------------------------- | --------------------------------------------------- | --------------------------------------------------------------------------------- | --------- |
| 2014 | Premios Óscar                                       | Mejor Película de Animación                         | Benjamin Renner y Didier Brunner                                                  | Nominados |
| 2014 | Premios Annie                                       | Mejor diseño de personajes                          | Patrick Imbert                                                                    |           |
| 2014 | Premios Annie                                       | Mejor dirección                                     | Benjamin Renner, Vincent Patar, Stéphane Aubier                                   |           |
| 2014 | Premios Annie                                       | Mejor guion                                         | Daniel Pennac                                                                     |           |
| 2014 | Premios Annie                                       | Mejor edición                                       | Fabienne Alvarez-Giro                                                             |           |
| 2014 | Premios Annie                                       | Mejor diseño de producción                          | Zaza Zyk                                                                          |           |
| 2014 | Premios Annie                                       | Mejor película                                      |                                                                                   |           |
| 2014 | Premios Golden Trailer                              | Mejor tráiler familiar/Animada extranjera           | Mejor tráiler familiar/Animada extranjera                                         | Ganadora  |
| 2014 | International Cinephile Society Awards              | Mejor película animada                              | Mejor película animada                                                            |           |
| 2014 | Premios Magritte (Bélgica)                          | Mejor película                                      | Stéphane Aubier, Vincent Patar, Benjamin Renner                                   |           |
| 2014 | Premios Magritte (Bélgica)                          | Mejor director                                      | Stéphane Aubier, Vincent Patar                                                    |           |
| 2014 | Premios Magritte (Bélgica)                          | Mejor sonido                                        | Emmanuel de Boissieu, Fred Demolder, Franco Piscopo, Luc Thomas                   |           |
| 2014 | Motion Picture Sound Editors, USA                   | Mejor edición de sonido en una película animada     | Fred Demolder, Bertrand Boudaud                                                   | Nominados |
| 2014 | Online Film & Television Association                | Mejor película animada                              | Didier Brunner, Henri Magalon, Vincent Tavier                                     |           |
| 2013 | Village Voice Film Poll                             | Mejor película animada                              | Mejor película animada                                                            |           |
| 2013 | Seattle International Film Festival                 | Premio del Jurado Juvenil                           | Benjamin Renner, Stéphane Aubier, Vincent Patar                                   | Ganadora  |
| 2013 | Premios Satellite                                   | Mejor película animada                              | Mejor película animada                                                            | Nominada  |
| 2013 | New York International Children's Film Festival, US | Gran premio                                         | Benjamin Renner                                                                   | Ganadores |
| 2013 | Los Angeles Film Critics Association Awards         | Mejor animación                                     | Stéphane Aubier, Vincent Patar, Benjamin Renner                                   |           |
| 2013 | Galway Film Fleadh                                  | Mejor película internacional                        | Benjamin Renner, Stéphane Aubier, Vincent Patar, Didier Brunner, Stéphan Roelants | 2° Lugar  |
| 2013 | Premios César                                       | Mejor película animada                              | Mejor película animada                                                            | Ganadora  |
| 2012 | Dubai International Film Festival                   | Premio del Público                                  | Benjamin Renner, Vincent Patar, Stéphane Aubier                                   |           |
| 2012 | Festival de Cannes                                  | SACD Prize (Directors' Fortnight) - Special Mention | Stéphane Aubier, Vincent Patar, Benjamin Renner                                   |           |
| 2011 | Cinekid                                             | Película internacional                              | Benjamin Renner, Stéphane Aubier, Vincent Patar                                   |           |